# Abhisamayalamkara
O Abhisamayalamkara ("Ornamento das Claras Realizações") é um dos cinco textos de filosofia budista que Maitreya teria revelado à Asanga (noroeste da Índia, século IV). Uma vez que a tradição considera Maitreya ou como um Buda ou como um bodisatva (este ponto é um tanto controverso, apesar de que ambas as possibilidades teriam autoridade espiritual), alguns eruditos - Erich Frauwallner, Giuseppe Tucci, Hakiju Ui - referem-se ao autor dos textos como Maitreyanatha ("Senhor Maitreya") da maneira à distinguí-lo da figura devocional, evitando assim ou afirmar a alegação de revelação sobrenatural ou identificar o próprio Asanga como autor. (Talvez  "Maitreya" fosse o nome do professor humano de Asanga.)

## Introdução geral
Vale à pena notar que este texto nunca é sequer mencionado pelo tradutor Xuanzang, que passou muitos anos na universidade de Nalanda, na Índia, durante o início do século VII. Xuanzang se tornara douto na tradição de Asanga, mais tarde traduzindo um grande número de comentários dele, além de textos sobre Abhidharma e sutras Maaiana para o chinês. Uma questão crucial é, se o Abhisamayalamkara é de fato um trabalho de Maitreya e/ou Asanga, ou mesmo surge nessa época na Índia, por quê não é no mínimo mencionado por Xuanzang? Uma possível resposta seria o fato de que o texto na realidade foi escrito mais tarde, e foi atribuído à Maitreya/Asanga por motivos de legitimidade.
O texto contém nove capítulos e 273 versos. Seus conteúdos centrais sumarizam - por meio de oito categorias e setenta tópicos - a literatura prajnaparamita (Perfeição da Sabedoria). Edward Conze admite que a correspondência entre os tópicos enumerados e o conteúdo dos sutras prajnaparamita "nem sempre é fácil de se ver…"; e que o ajuste é feito "não sem alguma violência" para com o texto original. Geshe Georges Dreyfus explica que o Abhisamayalamkara refletiria o "aspecto velado" dos sutras prajnaparamita. Um efeito notável é a releitura do prajnaparamita como uma literatura soteriológica.
O Abhisamayalamkara é estudado por todas as escolas do budismo tibetano, e é um dos cinco principais trabalhos estudados no currículo de Geshe dos principais monastérios Gelugpa. É provavelmente a fonte mais influente e mais extensa sobre certas doutrinas como por exemplo os Dez Estágios do caminho do bodhisatva (bhumi), os Cinco Caminhos e os quatro Corpos de Buda. Alexander Berzin sugeriu que sua proeminência na tradição tibetana, não encontrada em outras tradições, se deve ao fato da existência de um comentário deste escrito por Haribhadra (Senge Zangpo), que era discípulo de Shantarakshita.
Os escritos de Tsongkhapa nomeiam o Abhisamayalamkara como o texto-raiz da tradição do lamrim fundada por Atisha. Dreyfus relata que
"Universidades monásticas Ge-luk… tomam o Ornamento como o texto central para o estudo do caminho; eles o tratam como um tipo de enciclopédia budista, lida sob a luz dos comentários de Dzong-ka-ba, Gyel-tsap, e os autores de manuais [livros didáticos monásticos]. Às vezes estes comentários extraem  digressões elaboradas de uma simples palavra do Ornamento." 
Dreyfus diz ainda que as escolas não-Gelug colocam menos ênfase ao Abhisamayalamkara, porém estudam-no juntamente com outros textos igualmente densos.

## Título da obra
O título completo do texto é:
- Sânscrito: Abhisamayālamkāranāmaprajñāpāramitopadeśaśāstra
- Tibetano: Shes rap kyi pha rol tu phyin pa'i man ngag gi bstan bcos mngon par rtogs pa'i rgyan ces bya ba
- Chinês: 現観荘嚴論 (nota: nenhuma versão chinesa parece ter existidi antes da era moderna.)

Que significa:
- abhisamaya (mngon par rtogs pa) - "Clara(s) Realização(ões)"
- alamkāra (rgyan) -- "Ornamento" (Berzin prefere traduzir como  "Filigrana")
- nāma (zhes bya ba) -- "chamado"
- prajñāpāramitā (shes rap kyi pha rol tu phyin ba) - "Perfeição da Sabedoria"
- upadeśa (man ngag) -- "Instruções" (literalmente, "um olhar minucioso")
- Shāstra (bstan bcos)-- "Tratado"

Logo, temos um "Tratado de instruções sobre a perfeição da sabedoria chamado: Ornamento das claras realizações."

## Perspectiva filosófica
Asanga é mais conhecido por seus escritos sobre Yogācāra. The Abhisamayalamkara entretanto não é tido como sendo seu trabalho, mas sim de  Maitreya, o qual diz-se ter interpretado o texto de um ponto de vista Madhyamaka (apesar de os vários outros tratados de Maitreya – todos revelados à Asanga—apelam especialmente àqueles com tendências Yogācāra ou Tathagatagarbha). Algumas fontes tibetanas afirmam que Asanga escreveu um comentário próprio, chamado Definição completa do [prajnaparamita de] vinte mil [versos] (nyi khri de nyid rnam nges). Se este trabalho alguma vez sequer existiu (a única evidência vem de um comentário "criptográfico" por Haribhadra nos versos de elogio, no início de seu Grande Comentário), ele se perdeu por completo.
Autores Gelug, seguindo Buton Rimpoche (Bu ston), especificam que o texto de  Maitreya ensina algo chamado "Yogācāra Svatantrika Madhyamaka." Tal categoria é geralmente criticada como sendo artificial, mesmo para os padrões tibetanos de doxografia. Autores Nyingma e Sakya concordam que o Abhisamayalamkara contem ensinamentos Madhyamaka, sem endorsarem as subdivisões propostas pelos Gelugpas.
Conze observa que "em sua posição doutrinária, o livro mostra algumas afinidades com outros trabalhos Yogacarin…"  EmIn an aside, Ian Charles Harris finds it "curious" that
"…Maitreya é geralmente considerado como sendo um instrutor mítico de Asanga e assim, para aqueles que vêem o budismo Māhāyana (sic.) em termos de escolas [uma vez que Harris não o faz], é o fundador da Yogācāra-Vijñānanavāda.(sic.) Podemos nos perguntar por quê alguém buscando estabelecer uma escola rival à Nāgārjuna iria desejar escrever um tratado sobre o Prajñāpāramitā se, como muitos autores crêem, este é amenista apenas para com uma interpretação do ponto de vista da  Prāsangika-Madhyamaka." 
Harris vai além notando o "estranho fato" de que Tsongkhapa seria um Prasangika auto-aprovado, apesar de seu sistema designar "todos as grandes autoridades Madhyamaka sobre o Prajñāpāramitā" como sendo Yogācāra Svātantrika Madhyamaka.